# Фатьянов, Владимир Михайлович
Владимир Михайлович Фатьянов — советский и российский кинорежиссёр и сценарист.

## Биография
В 1971 году окончил Змиевскую среднюю школу Свердловского района Орловской области. 
В 1971-1976 годах учился в Московском инженерно-строительном институте имени В. В. Куйбышева (бывший МИСИ). 
С 1976 года работал мастером на строительстве Саяно-Шушенской ГЭС (Красноярский край). 
С 1978 года по 1980 год работал на строительстве Центра международной торговли в СУ-193 треста Моссторой-16 (город Москва). 
С 1981 по 1989 год работал ассистентом режиссёра на киностудии «Мосфильм». 
С 1986 по 1987 год работал заместителем директора школы по воспитательной работе школы 643 Краснопресненского района города Москвы. 
С 1988 по 1993 год учился на сценарном факультете ВГИКа имени С. А. Герасимова (мастерская лауреата Ленинской и государственной премий В. И. Ежова). 
В 90-х годах работал сценаристом и режиссёром документальных и музыкальных фильмов на телеканалах «Останкино», ВГТРК («Эх, дороги!»), ТВ-6. 
С 1998 года по 2003 год работал на телеканале WNNB, США. 
С 2002 по 2005 год работал главным редактором компании «НТВ Кино». 
С 2000 по 2014 год работал сценаристом и режиссёром художественных фильмов и телесериалов в соавторстве и самостоятельно. 
В 2005 году телефильм «Последний бой майора Пугачёва», снятый Владимиром Фатьяновым по рассказам Варлама Шаламова (сценарий Эдуарда Володарского) «Академия Российского телевидения»  выдвинула на присуждение премии за высшие достижения в области телевизионных искусств — ТЭФИ. 
Режиссёр многих фильмов-концертов, музыкальных фильмов и клипов Владимира Преснякова, Филиппа Киркорова, Владимира Кузьмина, Сергея Беликова, Павла Смеяна, группы «На-На» и других исполнителей. 
В настоящее время живет и работает в Москве. 
Член Союза кинематографистов России. 
Член Гильдии кинорежиссёров России.

## Награды и премии
- Почётный знак «За заслуги в развитии культуры и искусства» (19 мая 2016 года, Межпарламентская ассамблея СНГ) — за значительный вклад в формирование и развитие общего культурного пространства государств — участников Содружества Независимых Государств, в реализацию идей сотрудничества в сфере культуры и искусства[1]
- Почётная грамота Совета МПА СНГ (18 апреля 2019 года, Межпарламентская ассамблея СНГ) — за активное участие в деятельности Межпарламентской  Ассамблеи и её органов, вклад в укрепление дружбы между народами государств — участников Содружества Независимых Государств[2].
- Номинант премии ТЭФИ-2005 года за фильм «Последний бой майора Пугачева»
- Лауреат конкурса «Прометей-2010» за фильм «Правосудие волков»
- Лауреат конкурса «Прометей-2010» за фильм «Первая осень войны»
- Золотая медаль А. Чехова на Кинотелефоруме «Вместе-2011» за фильм «Всем скорбящим радость»
- Приз за режиссуру на международном Кинотелефоруме «Вместе-2012» за фильм «Роковая любовь Саввы Морозова»
- Специальный приз жюри «За яркое воплощение вечной темы нравственного выбора» КиноТелефорум-2018 за фильм «Тихие люди»
- Номинант премии АПКиТ-2019; Лучший телевизионный фильм (1-4 серии) за фильм «Эксперт»

## Фильмография

### Режиссёр
- 1992 — «Музыкальный прогноз»
- 2004 — «Стервы, или Странности любви»
- 2005 — «Последний бой майора Пугачёва»
- 2007 — «Лузер»
- 2007 — «Маршрут»
- 2009 — «Правосудие волков»
- 2009 — «Сердце капитана Немова»
- 2011 — «Предсказание»
- 2012 — «Роковая любовь Саввы Морозова» (документальный фильм)
- 2013 — «Спасти или уничтожить»
- 2013 — «Маша и Медведь»
- 2013 — «Дождаться любви»
- 2013 — «Всем скорбящим радость»
- 2013 — «Первая осень войны»
- 2016 — «Погоня за шедевром»
- 2016 — «Мужички наши»
- 2017 — «Тихие люди»
- 2017 — «Каинова печать»
- 2018 — «Эксперт»
- 2019 — «Перелётные птицы»
- 2020 — «Парижская тайна»
- 2020 — «Похищенный»

### Сценарист
- 2004 — «Дальнобойщики 2»
- 2004 — «Стервы, или Странности любви»
- 2007 — «Лузер»
- 2007 — «Маршрут»
- 2009 — «Правосудие волков»
- 2009 — «Сердце капитана Немова»
- 2011 — «Дальнобойщики 3»
- 2012 — «Живые сердца»
- 2013 — «Первая осень войны»
- 2016 — «Погоня за шедевром»